# Polina Smolova
Polina Smolova (en bielorruso: Паліна Смолава; Minsk, República Socialista Soviética de Bielorrusia, Unión Soviética, 3 de septiembre de 1980) es una cantante de música pop bielorrusa. Es una gran estrella de música pop en su país y fue la representante de Bielorrusia en el Festival de la Canción de Eurovisión 2006, con la canción «Mum», que no logró pasar de la semifinal. Es una de las más famosas cantantes de pop bielorruso. Es asidua participante en numerosos conciertos de pop y festivales de música por toda Bielorrusia y el extranjero.

## Biografía
Polina Smolova comenzó su carrera de cantante en los bandas populares infantiles de Bielorrusia y más tarde se graduó en el departamento de canto tradicional solista de la Escuela Superior de Música Glinka y de la Universidad Estatal de Bielorrusia de la Cultura y las Artes. 
En 2005, Polina fue condecorada como Ciudadana honoraria de Minsk del año y premiada como la Expresión del Año en los Belarus Music Awards. En 2003, fue titular de la primera adjudicación de primas a nivel internacional en el festival Voices of Europe además de otros prestigiosos premios de la música.

## Discografía
- Smile... (2005)